# Muhammad Ahmad al-Mankusz
Muhammad Ahmad al-Mankusz, arab. ‏محمد أحمد المنقوش‎ (ur. 29 grudnia 1967) – polityk libijski, od 29 grudnia 1997 do 1 marca 2000 sekretarz Generalnego Komitetu Ludowego – premier Libii.